# Chiesa del Corpo di Cristo (Nocera Inferiore)
La chiesa del Corpo di Cristo si trova in piazza Zanardelli a Nocera Inferiore.

## Le origini
Fu eretta nel 1565 su un suolo donato alla diocesi dai Canonici Lateranensi, e nacque come cappella della chiesa di San Matteo, da cui si staccò solo nel 1839.

## Aspetto e patrimonio artistico
La facciata preserva l'originario aspetto tardo-cinquecentesco. L'interno è semplice e il patrimonio artistico è ridotto a causa dei numerosi furti a cui la chiesa è andata soggetto.
Tuttavia sono da evidenziare la presenza di dipinti di scuola solimenesca e diversi esempi di architettura seicentesca, quali la casa canonica e gli edifici contigui.
Di Angelo e Francesco Solimena è il San Gennaro intercede per la cessazione dell'eruzione del Vesuvio collocata nel presbiterio. Si data al 1652. Il dipinto deriva dall'omonimo quadro di Onofrio Palumbo custodito presso l'Arciconfraternita della Trinità dei Pellegrini di Napoli. Al centro della scena vi sono san Gennaro con l'ampolla del sangue tra le mani e san Giuseppe. Intorno ai santi vi è una schiera di putti che giocano con il pastorale, la palma del martirio, l'ampolla e i fiori, mentre sullo sfondo è visibile il Vesuvio. In basso risaltano i due stemmi della famiglia Borrelli, committente dell'opera.

San Gennaro intercede per la cessazione dell'eruzione del Vesuvio

Sempre nel presbiterio si colloca l'Ultima cena di Saverio Persico (1760). Il quadro si articola su più livelli di profondità, scanditi orizzontalmente dal gradino in basso, dalla panca e dal tavolo. I personaggi, sia nel registro inferiore (apostoli, servitori) che in quello superiore (putti), convergono tutti verso Cristo, figura centrale, il quale benedice il pane. Sulla mensa vi sono un piatto con l'agnello e un bicchiere di vino, i tipici simboli che contraddistinguono il tema dell'ultima cena. Il sapiente gioco chiaroscurale e la disposizione delle figure per diagonali incrociate danno dinamicità alla scena che risulta così essere di maggiore impatto: la composizione complessiva dà vita ad uno spettacolo di proporzioni monumentali.
Di ambito campano è il Gaetano da Thiene appare a un devoto inginocchiato, del 1650, collocato nella navata sinistra. Gesù, seduto su un trono sorretto da angeli, ha sulle ginocchia un mappamondo.  Alle sue spalle, il volto di Dio e vicino alla sua guancia, la colomba dello Spirito Santo. San Gaetano, indicato da Gesù, è al centro della composizione ed è rappresentato mentre impartisce lezioni ad un chierico. Alla sua sinistra vi sono le figure delle anime purganti, mentre alla sua destra, si scorgono i visi di due personaggi (forse i committenti del quadro). In basso a sinistra vi è un fascio di gigli, simbolo del candore. Infine, in alto, contemplato da figure angeliche, è posto il calice della salvezza, che irradia i suoi raggi tutt'intorno e richiama la denominazione della chiesa.
Ancora sulla navata sinistra è La cacciata dei demoni dal Paradiso, opera del XVIII secolo di Saverio Persico. il dipinto raffigura l'episodio della cacciata dei demoni da parte degli angeli, capeggiati all'arcangelo Michele, il quale impugna la spada e indossa la corazza e l'elmo. I colori dei corpi contribuiscono all'interpretazione della scena: la lotta del bene, indicato dalle ali azzurre degli angeli, contro il male, evidenziato dalle ali rosso fuoco dei demoni.
Ignoto l'autore del Compianto sul Cristo morto. L'opera, ascrivibile alla seconda metà XVIII secolo,  collocata nella navata destra della chiesa, Rappresenta l'Eterno Padre, attorniato da angeli, con i simboli della vita che finisce (una colonna spezzata), e della vita eterna (la croce della redenzione). In basso, il corpo di Gesù, deposto dalla croce e avvolto da un lenzuolo bianco, si accascia sul grembo di Maria, tra la Maddalena e San Francesco d'Assisi (la cui presenza dovrebbe esser legata alla famiglia committente, a lui devota). A destra sono rappresentati i simboli della passione, ossia l'iscrizione sulla croce, la spugna imbevuta di aceto, la corona di spine ed i chiodi. Il quadro è ornato da un trittico di angeli che ricompare sulla cornice del crocifisso.             
La chiesa custodisce diverse statue di santi. Si trovano in due armadi ai lati dell'ingresso: Madonna del Carmine, Sacro Cuore di Gesù, San Pietro apostolo e San Gioacchino in quello di destra; San Benedetto Giuseppe Labre (detto anche il "vagabondo di Dio"), San Gerardo Maiella, una Madonna delle Grazie, una santa martire e Santa Filomena in quello di sinistra. Nella navata di destra, accanto alla sede del coro, tre nicchie ospitano i simulacri di Santa Rita da Cascia, un'Addolorata e San Luigi Gonzaga. Le statue sono relativamente antiche ma non vi sono notizie certe sugli autori e l'anno di realizzazione.

## Galleria d'immagini

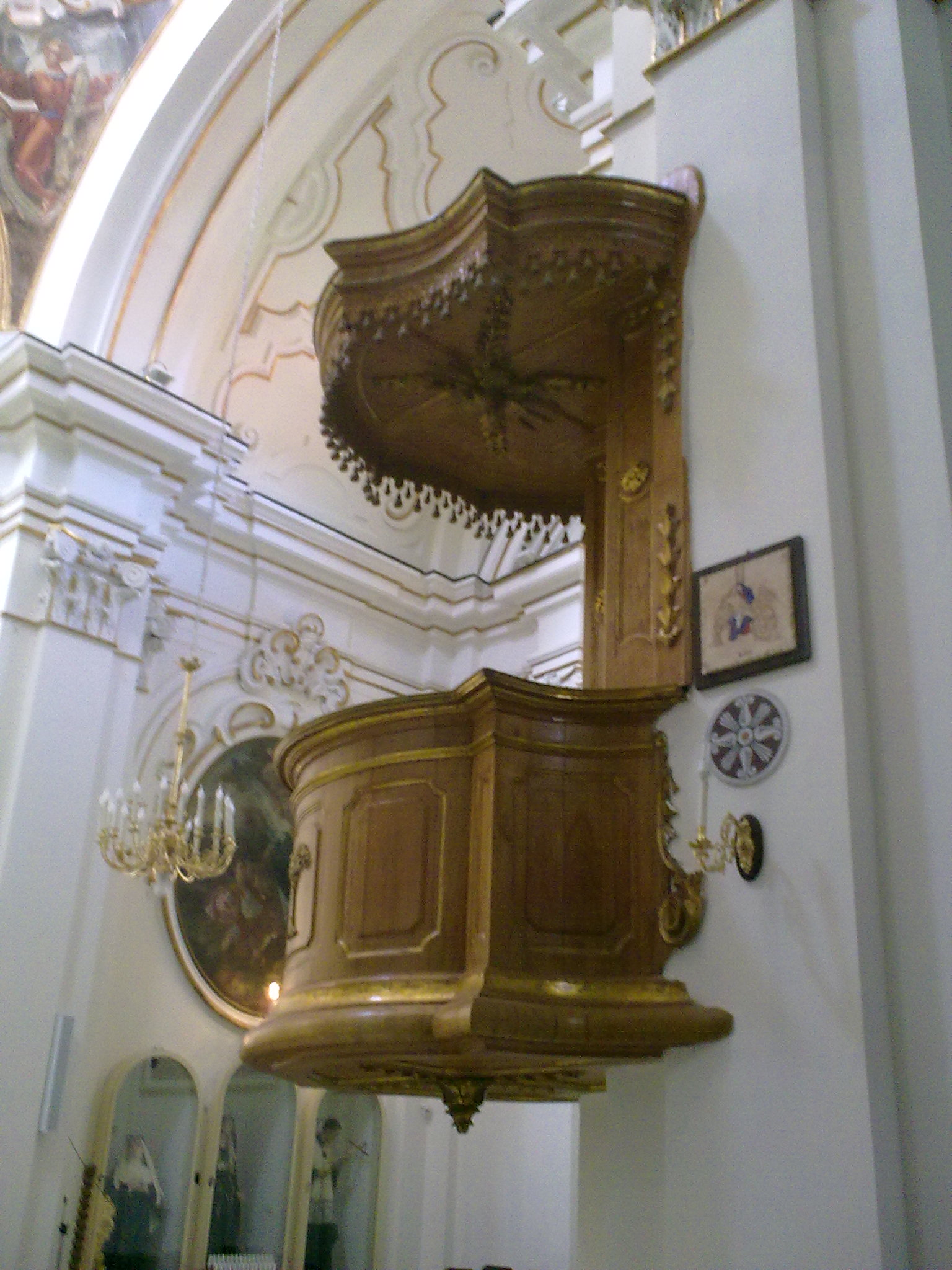
Il pulpito ligneo